# Philologicum

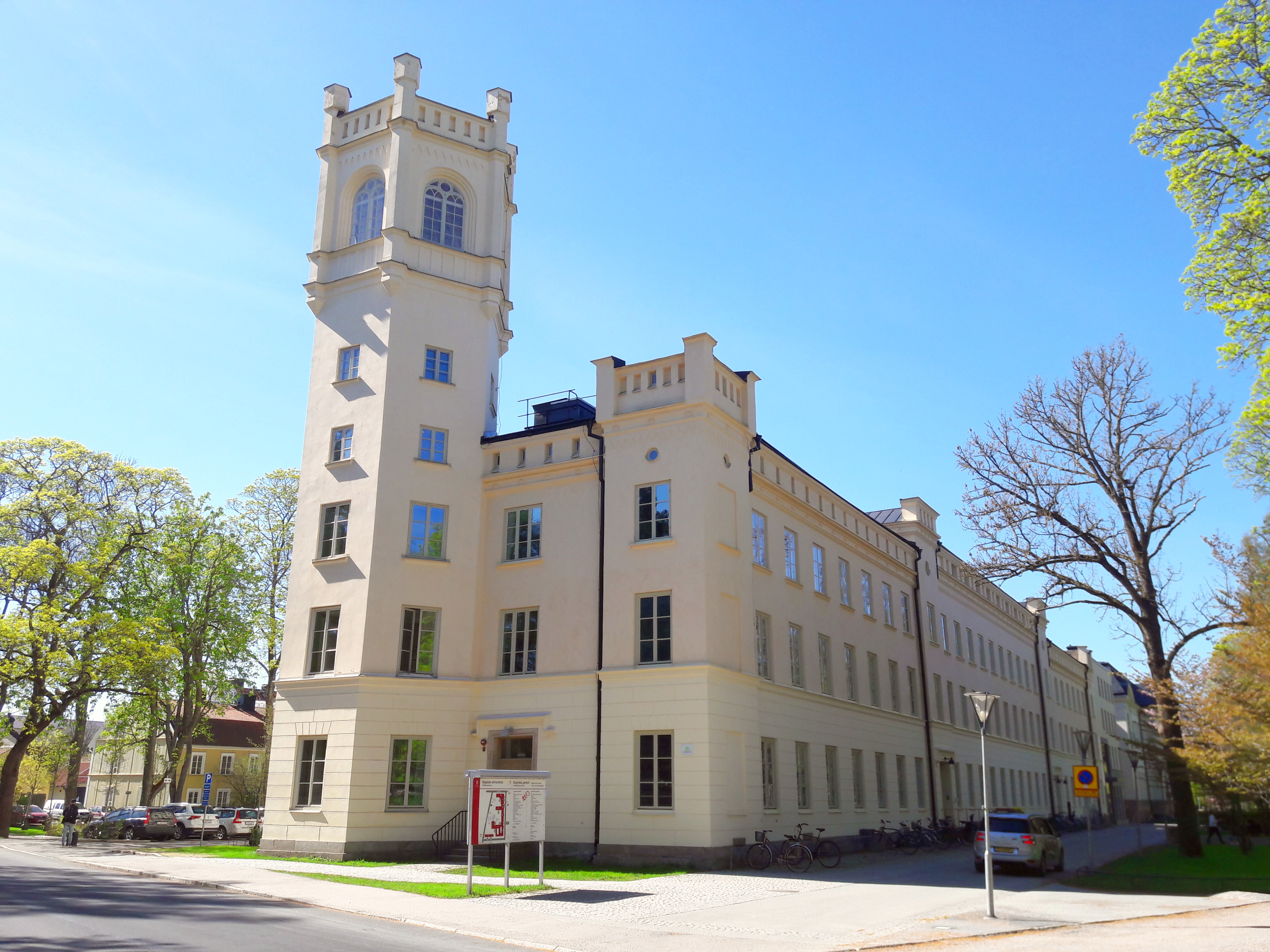
Philologicum 2018.

Philologicum är en byggnad tillhörande Uppsala universitet. Den uppfördes 1859 för de kemiska och fysiska institutionerna och hette ursprungligen Chemicum. Arkitekt var Carl Stål. Efter att byggnaden övertagits av språkvetarna bytte den namn till Philologicum.
Philologicum ingår idag i Engelska parken – Humanistiskt centrum och används av teologer och historiker.